# 港湾工学
港湾工学（こうわんこうがく）とは、港湾の整備や利用の技術を扱う工学である。

## 概要
土木工学のなかでももっとも幅の広い知識を必要とする応用工学で経済学の知識も必要とする。

## 総論

### 港湾の種類
- 港湾の位置
  - 海港

  - 河口港

  - 河川港

  - 湖港
- 港湾の機能による分類
  - 商港

  - 工業港

  - 漁港

  - その他の港
- 制度による分類
  - 特定重要港湾

  - 重要港湾

  - 地方港湾
- 港湾施設
  - 固定施設

  - 移動施設